# ريباش
ريباش هي قرية في البوسنة والهرسك. وهي تقع على أراضي مدينة بيهاتش التابعة لكانتون يونا-سانا في اتحاد البوسنة والهرسك. طبقا لنتائج تعداد البوسنة عام 2013 فقد كان عدد سكانها 1,391 نسمة.

## الجغرافيا
تقع القرية على حافة نهر أونا، أحد روافد سافا.

## التاريخ
على أراضي القرية يقع مجمع أثري يضم آثارا يعود تاريخها إلى عصور ما قبل التاريخ والعصور القديمة والعصور الوسطى والعصر العثماني؛ وهذا الموقع مسجل في قائمة الآثار الوطنية للبوسنة والهرسك.

## التركيبة السكانية

### التطور التاريخي للسكان
| 1961 | 1971 | 1981 | 1991 | 2013 |
| ---- | ---- | ---- | ---- | ---- |
| 1049 | 1456 | 1712 | 1724 | 1391 |

### المجتمع المحلي
في عام 1991 كان المجتمع المحلي للقرية يتألف من 3,001 نسمة وهم موزعون على النحو التالي:

## معرض الصور

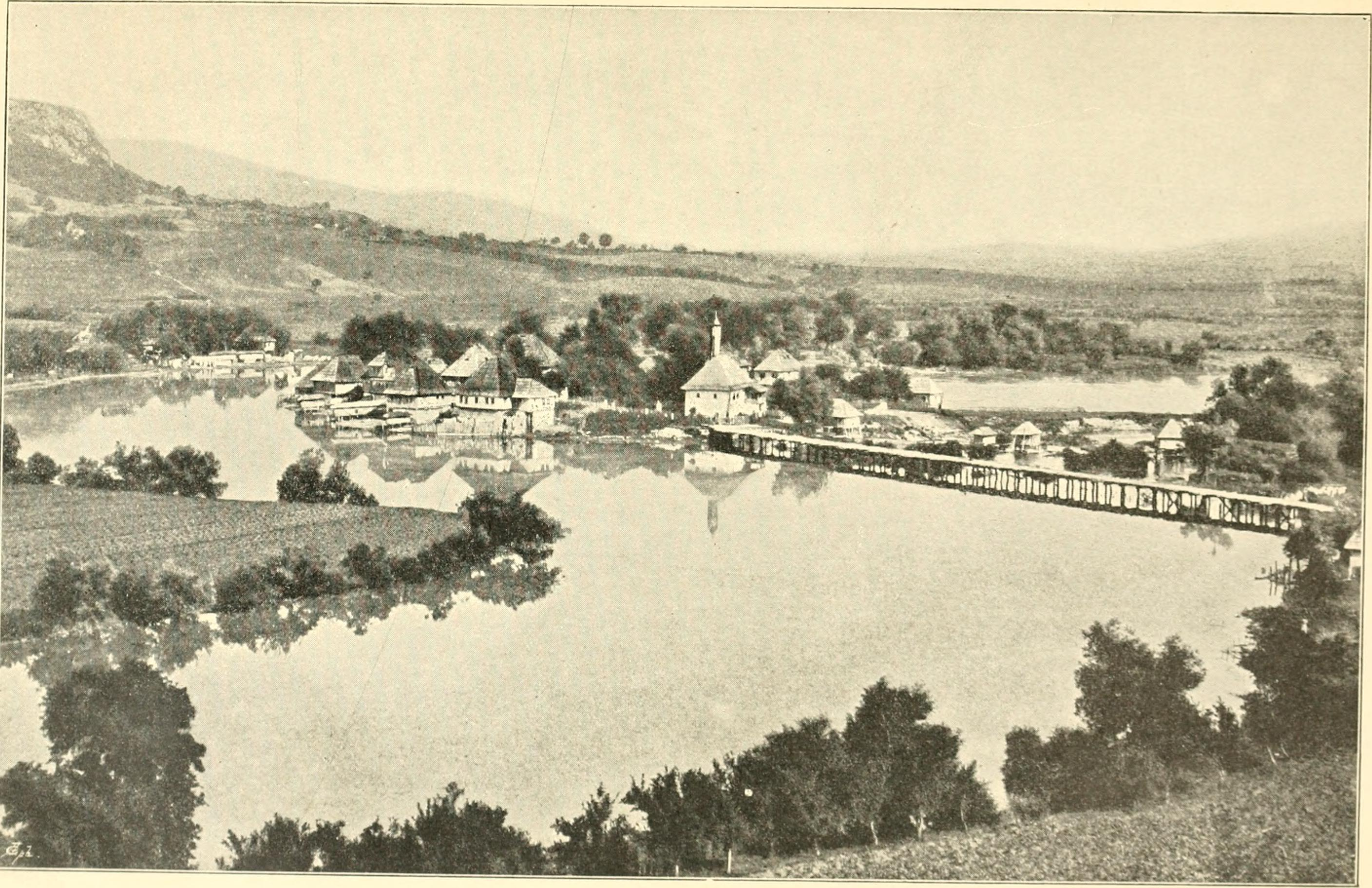
ريباش في عام 1897

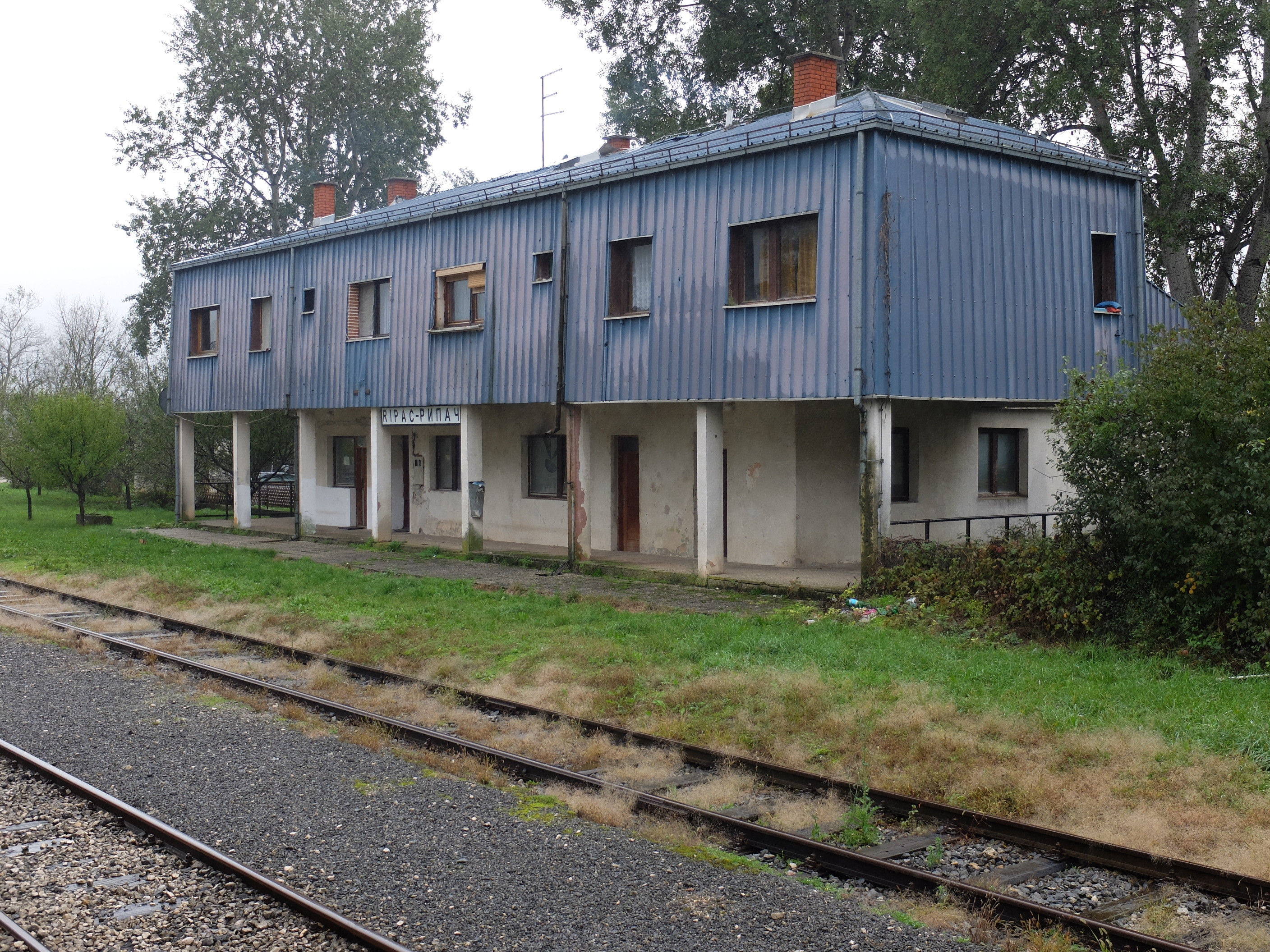
محطة قطار ريباش

## وصلات خارجية
- (بالإنجليزية) Maplandia